# Michał Attaleiates
 Michał Attaleiates (gr. Μιχαήλ Ἀτταλειάτης, ur. ok. 1030/1035, zm. ok. 1085) – bizantyński historyk z XI wieku.

## Życiorys
Urodzony blisko lub w Attalei. Za czasów panowania Konstantyna X Dukasa, został sędzią (gr. krites) oraz senatorem w Konstantynopolu. Po przejęciu władzy przez Romana IV Diogenesa, został promowany na sędziego wojska (gr. krites tou stratopedou)   oraz uzyskał tytuł patryczjusza (gr. patrikios). Pomimo przegranej pod Manzikertem przez Romana i przejęciu władzy przez Michała VII Dukasa, nie utracił swojej pozycji. Nowemu władcy zadedykował swoją prace o prawie Ponema Nomika. Dwukrotnie żonaty, wpierw z Sofią, a następnie Ireną, z którą miał syna Teodora.

## Dzieła
- Ponema Nomikon – streszczenie praw zawartych w Basilica (zbiorze praw skomponowanych przez Leona VI Filozofa). Praca była dość popularna, gdyż odnaleziono 24 jej kopie, dodatkowo korzystał z niej Konstantyn Harmenopoulos przy tworzeniu swojej pracy poświęconej prawu rzymskiemu Hexabiblos[5][6].
- Diataxis – opis fundacji przetrwał w dwóch egzemplarzach, jeden z oryginalnym autografem znajduje się w Narodowej Bibliotece w Atenach, druga kopia z XVII wieku znajduje się w bibliotece patriarchatu w Istambule.  Dokument potwierdza fundacje klasztoru w Konstantynopolu oraz domu dla biednych w Raidestos[7]. Diataxis przedstawia historię Michała od narodzin aż po zapuszczenie korzeni w Konstantynopolu. Dodatkowo wskazuje na jego powiązania z miastami w Tracji: Raidestos oraz Selymbrią[8].
- Historia – napisana w latach 1079-1080. Obejmuje ona okres lat 1034-1080[9]. Dzieło to było źródłem dla Nicefora Bryenniosa, Anny Komneny i Jana Zonarasa.  Attaleiates jest także prawdopodobnie autorem Zbioru psalmów autorów rożnej proweniencji[10]. Praca jest formą dialogu z kroniką Michała Psellosa[11].